# 1975 w informatyce
Kalendarium informatyczne 1975 roku
- 1 stycznia – na okładce czasopisma „Popular Electronics” zaprezentowano komputer Altair 8800. Artykuł o Altair 8800 zainspirował Billa Gatesa i Paula Allena do stworzenia odmiany języka BASIC dla tego komputera[1].
- 1 lutego – Bill Gates i Paul Allen zakończyli pracę nad Altair BASIC[1].
- 4 kwietnia – powstała firma Microsoft (początkowo jako Micro-Soft)[2].
- Szósta wersja systemu Unix trafiła nieodpłatnie na uczelnie[3].
- IBM zbudowało swój pierwszy komputer osobisty, IBM 5100[4].
- Model TCP/IP został przetestowany między sieciami Uniwersytetu Stanford i University College London[5][6].
- Wielka Brytania odtajniła informacje o komputerze Colossus z 1943 roku, służącym do łamania szyfrów[7].